# Pseudosophronia
Pseudosophronia is een geslacht van vlinders van de familie tastermotten (Gelechiidae).

## Soorten
- P. constanti (Nel, 1998)
- P. cosmella Constant, 1885
- P. exustellus (Zeller, 1847)